# Konservativ kristendom
Konservativ kristendom är ett begrepp som används för att beskriva en rad grupperingar och rörelser som anses prioritera uppfattningar som anses representera traditionella kristna trosuppfattningar och sedvänjor. Den kallas ibland konservativ teologi, ett "paraplybegrepp" som täcker olika rörelser inom kristenheten och som beskriver både gemensamma samfundsmässiga och personliga synsätt på skriften.